# Dreamer
Dreamer je album české indie-rockové skupiny Sunshine vydané 26. března 2007.

## Seznam skladeb
1. You (In Your Head) – 4:37
2. Top! Top! The Radio! – 3:33
3. Keep Your Eyes Open Wide – 3:47
4. Ghetto – 4:21
5. Days Will Never Be the Same – 3:49
6. The Fear – 3:48
7. Macabre Interlude – 1:53
8. Dead Leaves – 3:49
9. Pull the Trigger – 3:35
10. Black Painted Room – 4:45
11. Keith Avenue 9 PM – 3:43